# Cantonul Mont-Saint-Martin
Cantonul Mont-Saint-Martin este un canton din arondismentul Briey, departamentul Meurthe-et-Moselle, regiunea Lorena, Franța.

## Comune
| Comune            | Populație (1999) | Cod poștal | Cod INSEE |
| ----------------- | ---------------- | ---------- | --------- |
| Chenières         | 531              | 54720      | 54127     |
| Cosnes-et-Romain  | 2 089            | 54400      | 54138     |
| Cutry             | 903              | 54720      | 54151     |
| Gorcy             | 2 130            | 54730      | 54234     |
| Lexy              | 2 993            | 54720      | 54314     |
| Mont-Saint-Martin | 8 241            | 54350      | 54382     |
| Réhon             | 3 200            | 54430      | 54451     |
| Ville-Houdlémont  | 531              | 54730      | 54572     |